# 广州蓝月亮实业
广州蓝月亮实业有限公司，简称蓝月亮（港交所：6993）是中國廣東省廣州市的一家洗滌用品製造公司，為藍月亮集團控股的子公司。

## 历史
1992年成立于广州，总部位于广州市黄埔区云埔工业区埔南路36号。2001年，广州蓝月亮实业有限公司成立，並成為香港藍月亮國際集團有限公司子公司。2008年推出洗衣液。2020年12月16日在香港交易所挂牌上市。
2021年1月8日，藍月亮集團公布，全球發售的穩定價格期間已結束，美銀經其聯繫人作為穩定價格經辦人或代其行事的任何人士於穩定價格期間內已採取的穩定價格行動，包括是在國際發售中超額分配合共1.02億股發售股份，相當於行使任何超額配股權前根據全球發售初步可供認購的發售股份總數約13.6%。

## 产品线分布

### 衣物清洁护理类
- 亮白增艳洗衣液
- 深层洁净护理洗衣液
- 全效洗衣液
- 宝宝洗衣液
- 绿色柔顺剂
- 浓缩柔顺剂
- 衣领净
- 卫诺衣物消毒液
- 彩色衣物漂洁液
- 漂渍液
- 丝毛净
- 羽绒服清洗液

### 个人清洁护理类
- 芦荟抑菌洗手液
- 野菊花清爽洗手液
- 维E滋润洗手液
- 儿童洗手液 草莓/甜橙/青苹果香型
- 儿童泡泡洗手液 草莓/青苹果香型
- 健康洗手液
- 消毒液

### 家居清洁护理类
- 强力型油污克星
- 天然橙油油污克星
- 强力厕清
- Q厕清
- Q厕宝
- 除菌地板清洁剂
- 84消毒液
- 漂白水
- 玻璃水
- 全能水
- 洁瓷宝
- 茶清天然绿茶洗洁精
- 果蔬净